# Пилявська сільська рада (Старосинявський район)
Пиля́вська сільська́ ра́да — адміністративно-територіальна одиниця та орган місцевого самоврядування у Старосинявському районі Хмельницької області. Адміністративний центр — село Пилява.

## Загальні відомості
Пилявська сільська рада утворена в 1921 році.
- Територія ради: 50,83 км²
- Населення ради: 1 779 осіб (станом на 2001 рік)
- Територією ради протікає річка Іква

## Населені пункти
Сільській раді підпорядковані населені пункти:
- с. Пилява
- с. Вишневе
- с. Миколаївка
- с. Олександрівка
- с. Олексіївка

## Склад ради
Рада складається з 16 депутатів та голови.
- Голова ради: Білий Іван Миколайович
- Секретар ради: Назаренко Любов Василівна

### Керівний склад попередніх скликань
| Прізвище, ім'я, по батькові | Основні відомості                                                                                 | Дата обрання | Дата звільнення |
| --------------------------- | ------------------------------------------------------------------------------------------------- | ------------ | --------------- |
| Білий Іван Миколайович      | Сільський голова, 1957 року народження, освіта середня загальна, член Української Народної Партії | 26.03.2006   | 31.10.2010      |
| Білий Іван Миколайович      | Сільський голова, 1957 року народження, освіта середня загальна, безпартійний                     | 31.10.2010   |                 |

Примітка: таблиця складена за даними сайту Верховної Ради України

### Депутати
За результатами місцевих виборів 2010 року депутатами ради стали:

#### За суб'єктами висування
| Суб'єкт висування                         | Кількість обраних депутатів | %    |
| ----------------------------------------- | --------------------------- | ---- |
| Партія промисловців і підприємців України | 4                           | 25   |
| Народна партія                            | 3                           | 18,8 |
| Партія регіонів                           | 3                           | 18,8 |
| Самовисування                             | 3                           | 18,8 |
| Комуністична партія України               | 2                           | 12,5 |
| Політична партія «Нова політика»          | 1                           | 6,3  |

#### За округами
| № округу                                  | Прізвище, ім'я, по батькові  | Дата визнання обраним | Освіта             | Партійна приналежність                        | Відомості про обраного депутата                      |
| ----------------------------------------- | ---------------------------- | --------------------- | ------------------ | --------------------------------------------- | ---------------------------------------------------- |
| Комуністична партія України               |                              |                       |                    |                                               |                                                      |
| 6                                         | Веселова Любов Федорівна     | 03.11.2010            | середня            | член Комуністичної партії України             | Новосилецький аграрний ліцей, тех. Працівник         |
| 13                                        | Шматлай Сергій Вікторович    | 03.11.2010            | вища               | позапартійний                                 | Місцева пожежна колона, начальник                    |
| Народна Партія                            |                              |                       |                    |                                               |                                                      |
| 4                                         | Савчук Ніна Іванівна         | 03.11.2010            | вища               | член Народної партії                          | Пилявська загальноосвітня школа, заступник директора |
| 5                                         | Тимощук Лариса Григорівна    | 03.11.2010            | вища               | член Народної партії                          | Пилявська загальноосвітня школа, вчитель             |
| 8                                         | Мельничук Лариса Іванівна    | 03.11.2010            | середня спеціальна | член Народної партії                          | Новосилецький аграрний ліцей, соціальний педагог     |
| Партія промисловців і підприємців України |                              |                       |                    |                                               |                                                      |
| 12                                        | Пробитюк Віра Василівна      | 03.11.2010            | середня спеціальна | позапартійна                                  | Пилявська сільська рада, бухгалтер                   |
| 14                                        | Біла Інна Василівна          | 03.11.2010            | вища               | позапартійна                                  | Пилявська сільська рада, головний бухгалтер          |
| 15                                        | Назаренко Любов Василівна    | 03.11.2010            | вища               | позапартійна                                  | Пилявська сільська рада, секретар                    |
| 16                                        | Шатайло Ніна Василівна       | 03.11.2010            | середня спеціальна | позапартійна                                  | Пилявська сільська рада, землевпорядник              |
| Партія регіонів                           |                              |                       |                    |                                               |                                                      |
| 1                                         | Пастернак Наталія Федорівна  | 03.11.2010            | середня спеціальна | член Партії регіонів                          | Пилявська КТРП, продавець                            |
| 9                                         | Попик Антоніна Миколаївна    | 03.11.2010            | середня спеціальна | позапартійна                                  | тимчасово не працює                                  |
| 10                                        | Ліщишина Любов Вікторівна    | 03.11.2010            | середня            | позапартійна                                  | ТОВ «Стіомі-Хілдінг», комірник                       |
| Політична партія «Нова політика»          |                              |                       |                    |                                               |                                                      |
| 11                                        | Пробитюк Сергій Васильович   | 03.11.2010            | середня спеціальна | член Політичної партії «Нова політика»        | Автотранспорт м. Київ, водій                         |
| Самовисування                             |                              |                       |                    |                                               |                                                      |
| 2                                         | Савчук Наталія Станіславівна | 03.11.2010            | середня            | позапартійна                                  | Пилявський відділ зв'язку, начальник                 |
| 3                                         | Кісілішин Анатолій Йосипович | 03.11.2010            | вища               | член Всеукраїнського об'єднання «Батьківщина» | Новосилецький аграрний ліцей, викладач               |
| 7                                         | Дзицюк Оксана Євгенівна      | 03.11.2010            | середня спеціальна | позапартійна                                  | СОК ім. Ганжі, зав складом                           |